# Enargocrasis galactopis
Enargocrasis galactopis är en fjärilsart som beskrevs av Edward Meyrick 1921. Enargocrasis galactopis ingår i släktet Enargocrasis och familjen äkta malar.
Artens utbredningsområde är Moçambique. Inga underarter finns listade i Catalogue of Life.